# Tylodes
Tylodes är ett släkte av skalbaggar. Tylodes ingår i familjen vivlar.

## Dottertaxa tillTylodes, i alfabetisk ordning[1]
- Tylodes albifrons
- Tylodes albinus
- Tylodes angulicollis
- Tylodes apicalis
- Tylodes armadillo
- Tylodes armiger
- Tylodes armigerus
- Tylodes aspersus
- Tylodes ater
- Tylodes basipennis
- Tylodes boliviensis
- Tylodes bullatus
- Tylodes camelus
- Tylodes carinicollis
- Tylodes cinctus
- Tylodes cladotrichis
- Tylodes clathratus
- Tylodes clavatus
- Tylodes cluniferus
- Tylodes columbinus
- Tylodes confluens
- Tylodes crassus
- Tylodes fasciatipennis
- Tylodes fascicularis
- Tylodes feigei
- Tylodes figulinus
- Tylodes fuliginosus
- Tylodes ganglionicus
- Tylodes gayi
- Tylodes geophilus
- Tylodes globosus
- Tylodes grandicollis
- Tylodes granulatus
- Tylodes granulifer
- Tylodes griseus
- Tylodes hirsutus
- Tylodes humeralis
- Tylodes hypocrita
- Tylodes hypocritus
- Tylodes imhoffi
- Tylodes immundus
- Tylodes informis
- Tylodes insubidus
- Tylodes insularis
- Tylodes javanus
- Tylodes lateralis
- Tylodes laticollis
- Tylodes lifuanus
- Tylodes maculipes
- Tylodes magnicollis
- Tylodes mamillaris
- Tylodes megapoda
- Tylodes minimus
- Tylodes niger
- Tylodes nodulosus
- Tylodes obesus
- Tylodes obsoletus
- Tylodes oedothorax
- Tylodes ornaticollis
- Tylodes paedidus
- Tylodes phaseoli
- Tylodes ptinioides
- Tylodes ptinoides
- Tylodes pulverulentus
- Tylodes pumilus
- Tylodes quadriplicatus
- Tylodes rubetra
- Tylodes ruficornis
- Tylodes rugatus
- Tylodes scaber
- Tylodes sellatus
- Tylodes semicollis
- Tylodes semituberculatus
- Tylodes serius
- Tylodes squalidus
- Tylodes strumosus
- Tylodes subfasciatus
- Tylodes suturalis
- Tylodes terminatus
- Tylodes transversarius
- Tylodes tristis
- Tylodes tuberculosus
- Tylodes tuberosus
- Tylodes uraeus
- Tylodes variegatus
- Tylodes vellericollis
- Tylodes verrucosus